# Too Much (песня)
«Too Much» —  песня, ставшая в январе 1957 года в исполнении Элвиса Пресли хитом номер 1 по продажам в США.

## История
Песня «Too Much» была написана в соавторстве Ли Розенбергом и Бернардом Уайзменом. До Элвиса Пресли её уже записывали несколько исполнителей, теперь никому не известных — таких, как Бернард Хардисон (который в апреле 1955 года первым издал её как сингл), Джуди Тремейн и Фрэнки Кастро.
Пресли записал её 2 сентября 1956 года в Radio Recorders Studios в Голливуде. К тому времени на лейбле RCA поняли, что Элвис не просто одномоментная сенсация, все треки с его первой долгоиграющей пластинки уже были ими изданы либо отдельными синглами, либо икстендед-плеями, и пора было записать и издать что-то новое. Поскольку Элвису Пресли не нравились звукозаписывающие возможности на 20th Century Fox, он и купил три дня на независимой студии в Голливуде и отправился туда. (Ряд песен с той же трёхдневной сессии увидели потом свет на его второй долгоиграющей пластинке.)
Ли Розенберг, узнав о том, что Пресли поедет на поезде из Нэшвилла в Голливуд, решил попытать счастья и, взяв с собой сингл Бернарда Харрисона с песней «Too Much», отправился на вокзал, встретил там уезжавшего Элвиса и ему его отдал. Поскольку Пресли всегда возил с собой переносной проигрыватель, у него в дороге было достаточно времени, чтобы его послушать. Песня ему понравилась, и он её в Голливуде записал.
Запись Элвиса вышла как сингл в январе 1957 года. Она стала его первым в том году хитом номер 1.

## Чарты
| Чарт (1957)                              | Наив. поз. |
| ---------------------------------------- | ---------- |
| США (Billboard Top 100)                  | 2          |
| США (Billboard Best Sellers in Stores)   | 1          |
| США (Billboard Most Played by Jockeys)   | 2          |
| США (Billboard Most Played in Jukeboxes) | 1          |
| США (Billboard Hot Country Singles)      | 3          |
| США (Billboard Hot R&B Singles)          | 3          |